# غلين روجرز
غلين روجرز (12 أبريل 1977 بسيدني في أستراليا - ) (بالإنجليزية: Glenn Rogers)‏ هو لاعب كريكت أسترالي. شارك مع منتخب اسكتلندا الوطني للكريكت.

## وصلات خارجية
- غلين روجرز على موقع إي آس بي آن كريك إنفو (الإنجليزية)